# Granada Hills
Granada Hills é um distrito na região do Vale de São Fernando da cidade de Los Angeles, Califórnia.